# Повітряні сили Армії США
Повітряні сили Армії США (англ. United States Army Air Forces (USAAF) — авіаційна складова Армії США часів Другої світової і початку Холодної війни (20 червня 1941 — 17 вересня 1947).
ПС Армії США виникли на основі Повітряного корпусу Армії США, реформованого в червні 1941 року. Попри виокремлення авіації в окремий рід військ у Великій Британії чи Німеччині, ПС Армії США залишалися частиною армії США.
На 31 грудня 1941 року ПС Армії США мали 12 297 літаків, чисельність особового складу становила 354 161 військовослужбовець. Протягом війни авіаційний парк збільшився, а організація розширилась: у 1944 році кількість особового складу ПС Армії США становила понад 2,4 мільйона осіб, авіаційний парк містив близько 80 000 літаків. Після поразки Німеччини, на серпень 1945 року ПС Армії США мали 63 715 літаків і 2 253 182 осіб особового складу.
ПС Армії США були попередником сучасних ПС США.
| Дата                                           | Всього    | Офіцери | Інши      | За кордоном | Офіцери за кордоном | Інші за кордоном |
| 31 липня 1939                                  | 24 724    | 2 636   | 22 088    | 3 991       | 272                 | 3 719            |
| 31 грудня 1939                                 | 43 118    | 3 006   | 40 112    | 7 007       | 351                 | 6 656            |
| 31 грудня 1940                                 | 101 227   | 6 437   | 94 790    | 16 070      | 612                 | 15 458           |
| 31 грудня 1941                                 | 354 161   | 24 521  | 329 640   | 25 884      | 2 479               | 23 405           |
| 31 грудня 1942                                 | 1 597 049 | 127 267 | 1 469 782 | 242 021     | 26 792              | 215 229          |
| 31 грудня 1943                                 | 2 373 882 | 274 347 | 2 099 535 | 735 666     | 81 072              | 654 594          |
| 31 березня 1944 (пікова чисельність)           | 2 411 294 | 306 889 | 2 104 405 | 906 335     | 104 864             | 801 471          |
| 31 грудня 1944                                 | 2 359 456 | 375 973 | 1 983 483 | 1 164 136   | 153 545             | 1 010 591        |
| 30 квітня 1945 (закордонна пікова чисельність) | 2 329 534 | 388 278 | 1 941 256 | 1 224 006   | 163 886             | 1 060 120        |
| 31 серпня 1945                                 | 2 253 182 | 368 344 | 1 884 838 | 999 609     | 122 833             | 876 776          |